# Anaplecta calosoma
Anaplecta calosoma är en kackerlacksart som beskrevs av Robert Walter Campbell Shelford 1912. Anaplecta calosoma ingår i släktet Anaplecta och familjen småkackerlackor. Inga underarter finns listade i Catalogue of Life.